# The Village (ekowioska)
The Village – projekt utworzenia ekowioski na zasadach ekologicznego, społecznego i gospodarczego zrównoważonego rozwoju, i pierwsza w Irlandii ekowioska. Wspólnota rozwija się na terenie o powierzchni 67 akrów (270 000 m²) na terenie nabytym w 2005 i łączy się z istniejącą od XIII w. miejscowością Cloughjordan w hrabstwie Tipperary w Irlandii. Leży 143 km na południowy zachód od Dublina i 57 km na północny wschód od Limerick, zaś 94 km na południowy wschód od Galway i 156 km na północny wschód od Cork.
29 sierpnia 2009 ekowioskę odwiedził ambasador Kuby, Noel Carillo, szukając rozwiązań do przeszczepienia na grunt kubański. 6 czerwca 2012 prezydent Irlandii Michael D. Higgins wygłosił we ekowiosce przemówienie otwierając festiwal Convergence 2012.

## Historia
W przeciwieństwie do wielu projektów ekowiosek, inicjatorzy projektu nie starali się budować na terenach leśnych ani nieużytkach (co mogłoby doprowadzić do wieloletnich problemów z uzyskaniem pozwolenia na budowę, jak np. w organizacji Lammas w Wielkiej Brytanii). Zamiast tego szukali miejscowości, której liczebność spadła, aby ją ponownie zasiedlić i przywrócić do życia. W 2002 miejscowość Cloughjordan miała 431 mieszkańców, zaś po zasiedleniu, w latach 2010–2011, ok. 700. 
W 1999 inicjatorzy projektu utworzyli w Dublinie organizację Sustainable Projects Ireland Limited. Zanim wybrano Cloughjordan, rozważano 40 innych lokalizacji. Przed rozpoczęciem działań przeprowadzono szerokie konsultacje z dotychczasowymi mieszkańcami Cloughjordan i wobec ich poparcia dla inicjatywy rozpoczęto starania o budowę nowych budynków. Pozwolenie na budowę uzyskano już po pierwszej aplikacji, obwarowane 32 warunkami, ale bez sprzeciwów. W rejonie wsi wytyczono 130 miejsc pod budowę (114 budynków mieszkalnych i 16 instytucji). 
Budowę rozpoczęto w 2007, a do roku 2009 sprzedano ok. 80 domów. Pierwsi mieszkańcy wprowadzili się do niskoenergetycznych domów w ekowiosce w grudniu 2009. W 2010 trwały prace nad pierwszymi 25 budynkami. W 2010 do inicjatywy dołączył zespół architektów Solearth jako koordynator indywidualnych projektów, mający zapewnić spójność architektoniczną całego założenia; zaprojektował też kilka domów. 
W maju 2011 zainstalowano 500 m² kolektorów słonecznych, które wspomagają system ogrzewania wody zasilany przez piec opalany zrębkami opałowymi. Każdy z domów wyposażony jest w 800-litrowy zbiornik ciepłej wody, aby wyrównać pobór wody w godzinach szczytu. Fundusze na bojler i zbiorniki uzyskano z programu Concerto Komisji Europejskiej poprzez regionalny program SERVE (Sustainable Energy In a Rural Village Environment). 
Na początku 2012 domy w The Village były nadal określane jako nieukończone (ang. unfinished housing estates), dlatego pierwsi mieszkańcy zostali zwolnieni z ustanowionego pod koniec 2011 roku podatku za dom household charge w wysokości 100 euro obowiązującego w roku 2012.
Do marca 2013 do ekowioski przeprowadziło się ok. 50 rodzin poszukujących spokojnego stylu życia.

## Inicjatywy wspólnotowe
W 2008 spośród mieszkańców ekowioski i miasta utworzono wspólnotę rolną (ang. Community-supported agriculture) Cloughjordan Community Farm, skupiającą ok. 60 gospodarstw. Wspólnota ma na celu zapewnienie tworzącym je rodzinom żywności, stosując zasady rolnictwa biodynamicznego. Do gospodarstwa należy 12 akrów ziemi na terenie ekowioski oraz tereny leżące pomiędzy miejscowościami Cloughjordan i Shinrone.
Założono szkółkę sadowniczą ze 100 odmianami jabłek, otworzono też kilka sklepów, bibliotekę, księgarnię, kawiarnię, piekarnię i ekologiczny hostel z 36 miejscami noclegowymi. Szerokopasmowy dostęp do Internetu zapewnia jego miejscowy dostawca.

## Działalność edukacyjna
W ekowiosce działa grupa Village Education Research and Training (VERT) organizująca kursy zrównoważonego stylu życia: ekologicznego budownictwa, energii odnawialnej i ogrodnictwa. Kursy projektowania permakulturowego prowadził m.in. laureat Gaia Award 2012, Albert Bates. W marcu 2013 w ekowiosce odbył się wykład na temat budowy domów za mniej niż 10 000 euro bez konieczności uzyskiwania pozwolenia na budowę ani zaciągania kredytu, prowadzony przez architekta z University College Cork, Petera Cowmana.
Ekowioska należy do inicjatywy Transition Towns i w ramach festiwalu Convergence odbywają się także spotkania poświęcone problemom okresu przejściowego, organizowane przez lokalne organizacje: Cultivate Centre, Sustainable Projects Ireland, Cloughjordan Business Network oraz SERVE (Sustaibale Energy In Rural Village Environments).

## Komunikacja
Do Cloughjordan można dojechać pociągiem z Dublina i Limerick, zaś droga M7 Dublin – Limerick przebiega ok. 10 km od miasta. Do odległego o 10 km miasta Moneygall można dojechać autobusami sieci Bus Éireann. Wspólnotowe autobusy kursują do Nenagh, Roscrea i Birr. Mieszkańcy ekowioski użytkują samochody na zasadzie car-sharing, istnieje też system Bike to Work ułatwiający dojeżdżanie rowerem do pracy.

## Nagrody i wyróżnienia
W 2012 ogólny plan założenia ekowioski został finalistą nagrody w kategorii mieszkalnictwa (Residential Category Award). Również w 2012 ekowioska otrzymała krajową nagrodę Green Community Award. Wygrała także w konkurencji Tidy Towns w hrabstwie Północne Tipperary, uzyskując sumę 10 000 euro.